# لينديوي سيباندا
لينديوي سيباندا ماجيلي (بالإنجليزية: Lindiwe Majele Sibanda) هي أكاديمية زيمبابوية وباحثة في السياسة الزراعية الأفريقية، تشغل سيباندا منصب المدير التنفيذي لشبكة تحليل سياسات الأغذية والزراعة والموارد الطبيعية (FANRPAN)، وهي منظمة مشتركة لتعزيز الزراعة في القارة.

## حياتها
حصلت سيباندا على منحة للدراسات العليا في جامعة الإسكندرية، حيث حصلت على بكالوريوس العلوم ثم تابعت دراستها في جامعة ريدنج، حيث حصلت على درجة الماجستير والدكتوراه بعد أن دافعت عن أطروحة عن تربية الماعز في ماتابيليلاند. أصبحت سيباندا باحثة في قسم الإنتاج الحيواني بجامعة زيمبابوي، حيث أجرت دراسة تجريبية لمجموعة تتكون من ماعز متعددات الأشجار اعتادوا على الحياة في الهواء الطلق ومجموعة من الماعز تم وضعهم في الحظيرة وتغذيتهم على القش. سلطت هذه الدراسة الضوء على التكيُّف المنخفض للماعز في التغذية المحصورة والمكدسة.
أصبحت سيباندا منذ عام 2004 مديرة عامة ورئيسة بعثة شبكة تحليل سياسات الأغذية والزراعة والموارد الطبيعية (FANRPAN) في بريتوريا. أُنشئت هذه المنظمة بمبادرة من ثمانية بلدان أفريقية في عام 1997، بهدف تعزيز تنمية الزراعة المناسبة لمكافحة الفقر وتحسين الاكتفاء الذاتي الزراعي في أفريقيا.
تعتبر سيباندا الآن مسؤولة عن السياسات البحثية وبرامج دعم السياسات الغذائية في القارة الأفريقية، بهدف ضمان الأمن الغذائي في البلدان المعنية. وفي عام 2012، تم تعيينها مرة أخرى كرئيس مجلس إدارة المعهد الدولي لبحوث الثروة الحيوانية (ILRI).
حصلت سيباندان على عضوية في فريق مونبيلييه، وهي مجموعة من الخبراء الأفريقيين والأوروبيين المهتمين بمجالات الزراعة والتجارة والبيئة والتنمية، والذين يدعون خصوصًا إلى اتخاذ تدابير لمكافحة تأثير تغير المناخ على اقتصاد من البلدان الأفريقية، وتطلب استثمارات كبيرة لتفادي النقص أو زيادة أسعار الغذاء، وزيادة سوء التغذية لدى الأطفال، والهجرة، والفقر.

## الجوائز
فازت سيباندا بجائزة يارا عام 2013، والتي شاركتها فيها نايميكا إكغووونو من نيجيريا. أُنشئت هذه الجائزة في عام 2005، لتكريم الشخصيات البارزة ذات المساهمة الكبيرة في التنمية المستدامة للزراعة والأمن الغذائي والتغذوي في أفريقيا.

## أعمالها
- الزراعة وتغير المناخ في جنوب أفريقيا: تحليل شامل، المعهد الدولي لبحوث السياسات الغذائية، 2013.(ردمك 9780896298309)
- الجوع الصامت: خيارات السياسة العامة للاستجابات الفعالة لأثر فيروس نقص المناعة البشرية والإيدز على الزراعة والأمن الغذائي في منطقة الجماعة الإنمائية للجنوب الأفريقي، 2006 (ردمك 9780797433427)